# Pachón navarro
El Pachón navarro (o antiguo perro de muestra español, Old spanish pointer) es una raza canina española.
Se trata de un perro de muestra empleado en la Caza de pelo y pluma. Se encuentra en fase de recuperación, ya que la raza ha estado en peligro de extinción.